# Дальборовиці
Дальборовиці (пол. Dalborowice) — село в Польщі, у гміні Дзядова Клода Олесницького повіту Нижньосілезького воєводства.
Населення — 516 осіб (2011).
У 1975-1998 роках село належало до Каліського воєводства.

## Демографія
Демографічна структура станом на 31 березня 2011 року:
|          | Загалом | Допрацездатний вік | Працездатний вік | Постпрацездатний вік |
| -------- | ------- | ------------------ | ---------------- | -------------------- |
| Чоловіки | 253     | 48                 | 190              | 15                   |
| Жінки    | 263     | 65                 | 148              | 50                   |
| Разом    | 516     | 113                | 338              | 65                   |